# Benjamin Banneker
Benjamin Banneker (9 de novembro de 1731 - 9 de outubro de 1806) foi um astrônomo, relojoeiro, fazendeiro e editor afro-americano. Nascido no Condado de Maryland, ainda na América Britânica, o território britânico nas Américas, na época das grandes colônias americanas era composto por parte do atual Estados Unidos, Canadá, Guiana e ilhas caribenhas, era um negro livre, filho de uma mulher livre e um escravo recém liberto. Benjamin teve pouca educação formal e era autodidata. É conhecido não apenas pelos relógios que criou como também por ter feito parte do grupo liderado por Andrew Ellicott, que mapeou as divisas original de Washington, D.C., a capital federal dos Estados Unidos.
O conhecimento de Benjamin sobre astronomia o ajudou a se tornar um famoso criador de almanaques. Correspondia-se com Thomas Jefferson, o escritor da primeira versão da Declaração da Independência, sobre assuntos relacionados à escravidão e igualdade racial. Era também um abolicionista e lutava pela igualdade racial.
Apesar de um incêndio em seu funeral ter destruído parte de seus pertences e escritos, muitos de seus diários e vários de seus objetos e artefatos culturais estão hoje disponíveis para o público. Parques, escolas, ruas e outras homenagens foram feitas durante a vida de Benjamin. 